# Admete microscopica
Admete microscopica är en snäckart som först beskrevs av Dall 1889.  Admete microscopica ingår i släktet Admete och familjen Cancellariidae. Inga underarter finns listade i Catalogue of Life.